# IDOL FANTASY - アイドルファンタジー -
『IDOL FANTASY -アイドルファンタジー-』は、スクウェア・エニックスより配信されていたスマートフォン用ゲームアプリ。サービス期間は2018年7月18日 - 2019年5月9日。基本プレイ無料（アイテム課金制）。略称は『アイファン』。
3Dのモデルでのライブ活動が出来る。現実世界とファンタジー世界を行き来することができ、二つの世界観を楽しめる。公式Twitterは「アイドル達の日常ストーリー」など、2019年12月の時点でも継続している。 

## あらすじ
ファンタジアス・アレクサンド王国に魔王の脅威が降りかかり、神の使い神子（サイオン）と勇者一行は魔王を異世界への封印に成功したが、サイオンも異世界へと飛ばされてしまう。 
勇者たちはサイオンを救おうと異世界へ向かおうとしていたが、現実世界に来てしまう。仕方なく彼らはサイオンから見つけてもらうために、人目につくトップアイドルになろうと活動を開始する。

## 登場キャラクター

### 主人公
西園あおい（にしぞの　あおい、ゲームでは名前のみ変更可能）
プレイヤーの分身となるキャラクター。キャラクターデザインはmemo。 男性アイドル達のマネージャーをする事になる。
ファンタジー世界のファンタジアスでは勇者達と共に魔王を封印した神子（サイオン）だったが、魔王を封印する際に異世界（現実世界）へ飛ばされ、記憶喪失となってしまった。
プノ（ぷの）
声 - 石田彰
マスコットキャラクター。 主にプレイヤーの案内やサポートをしてくれる。
いつも「プノプノ」と喋っているが、テレパシーで特定の人物と会話できる。

### ALEX-ENTERTAINMENT（アレックスエンターテイメント）

#### BRAVEHEARTS（ブレイブハーツ）
ファンタジアスでは、勇者・魔道士などファンタジーの職業に就いている。   
星野蓮（ほしの れん）
声 - 古川慎
未来のトップスターとして期待される逸材。
ファンタジー世界での姿は勇者。
神音聡真（かのん そうま）
声 - 熊谷健太郎
スポーツ全般をこなす肉体派。ジャケットは丈も袖も短く、手袋も指が出ている。
ファンタジー世界での姿はモンク。
取手淳也（とりで じゅんや）
声 - 増田俊樹
女の子のハートを奪うことを生きがいにしている。かわいこちゃんが好き。後ろ髪を束ねポニーテールにしている。
ファンタジー世界での姿はシーフ。
伊咲晃（いさき あきら）
声 - 村瀬歩
キュートで女の子のようなピンクの髪。タータンチェックのミニスカートの下は黒タイツにもレギンスのようにも見える。掃除が嫌い。
ファンタジー世界での姿は白魔導士。
観月智佳仁（みつき ちかひと）
声 - ランズベリー・アーサー
研究熱心な頭脳派。囲碁が得意。眼鏡をかけ、膝上サイハイブーツ。
ファンタジー世界での姿は黒魔導士。

#### E-lements（エレメンツ）
ファンタジアスでの姿は、四大精霊（火水土風）となっている。
焔煌煇（ほむら こうき）
声 - 八代拓
頼れる兄貴的性格で、年下に慕われる。赤毛で炎をモチーフにした衣装。イメージは火の中の竜・サラマンダー。
雫ルカ（しずく るか）
声 - 上村祐翔
ミステリアスな孤高のプリンス。イメージは水の精霊・ウンディーネ。
矢吹颯斗（やぶき はやと）
声 - 白井悠介
自由を愛する旅人。寮にいないこともしばしば。イメージは風を司る妖精・シルフ。
明地岩太（あけち がんた）
声 - 寺島惇太
幼く見えるが20歳。黄色い半ズボンで膝を出し、黒い手袋。気分の浮き沈みが激しく、感情のジェットコースターの異名を持つ。イメージは土鬼の小人・ノーム。

#### 神祇-JINGI-（ジンギ）
他グループは洋風ファンタジーな雰囲気だが、本ユニットは和風になっている。
伊達吉宗（だて よしむね）
声 - 大須賀純
「若殿」と呼ばれる。武士のような口調で話す。陣羽織をまとい、腋の下とおへそを見せる。
ファンタジー世界での姿は侍。16歳。
夜桜奈々緒（よざくら ななお）
声 - 鈴木裕斗
芸事に長けた女形。一人称も「あたし」。芸者風に結った髷はかつらでなく地髪（自毛）。洋装の時は、膝上丈のタイトスカートにヒールのあるロングブーツを履くと、大人っぽく長身の女性に見える。
ファンタジー世界での姿は芸者。25歳。
鬼島禅（おにじま ぜん）
声 - 大河元気
「鬼」と呼ばれる。肉が好きで野菜は嫌い。趣味はバーベキューと和太鼓。ちぎった手錠を両手に嵌めている。
ファンタジー世界での姿は鬼。17歳。

#### すいーつ!Mon-Star!（スイーツ!モンスター!）
ファンタジアスでは、頭に果物やクリームを乗せたスライムの姿をしている。 
プリン（ぷりん）
声 - 代永翼
王子様のような男の子。短パンで太ももを出し、白のハイソックスで黄色い長靴やロングブーツを履く。イメージカラーは黄色。乗馬が趣味。
ゼリー（ぜりー）
声 - 花江夏樹
可愛い見た目から女の子と間違われるため、衣装も女性用が多い。ミニスカート（中にスパッツ）で脚を露出し、白い長靴やリボン付きのパテント靴を履いている。イメージカラーは水色。ピアノが得意。
ムース（むーす）
声 - 山本和臣
芸人気質のムードメイカー。ノースリーブで腋の下を露わにしている。イメージカラーは桃色。ピンクの長靴または三つボタンと飾りのついた黒ハーフブーツ。関西弁のような話し方をする。

#### ALEXBOYS（アレックスボーイズ）
ファンタジアスでは、スケルトンだったり武器だったりと様々な姿をしている。 
影縫照（かげぬい てる）
声 - 沢城千春
面倒見が良く「ALEXBOYS」の中ではリーダー的存在である。175cm。19歳。ファンタジー世界での姿は狩人。
朧夜呀狼（おぼろや がろう）
声 - 畠中祐
天真爛漫で人懐っこく犬のような性格。 ファンタジー世界での姿はフェンリル。
熊野古満（くまのこ みつ）
声 - 榎木淳弥
マイペースでおっとりとした癒し系。 ファンタジー世界での姿はハニーベアー。
乙骨祈夜（おつこつ いりや）
声 - 谷地克文
太陽が苦手で暗所を好む。まめにカルシウムを摂取することに執着している。 ファンタジー世界での姿はスケルトン。
聖剣志（ひじり けんし）
声 - 畠山遼
ファンタジー世界での姿は、登場人物の中で唯一無機物の「錆びた剣」。周りのメンバーに比べて無個性なことを気にしている。

#### スタッフ
勝間団十郎（かつま だんじゅうろう）
声 - 櫻井孝宏
ALEX ENTERTAINMENTの社長。
レオン・バルデルラバノ（れおん・ばるでるらばの）
声 - 小西克幸
振り付けを一手に引き受ける才能あふれるダンサー。
蕃遥人（ばん はると）
声 - 子安武人
長髪の天才音楽家。女性の美しさも芸術だと思っている。

### LuCer（ルーサー）
「OMEGA PRODUCTION」所属。主人公たちの前に立ちはだかるライバルユニット。キャラクターデザインは野村哲也。
須皇玲（すおう れい）
声 - 小野賢章
強烈なカリスマ性を持つ。「闇夜に光る黒王子」の異名を持つ。
橋爪大牙（はしづめ たいが）
声 - 土屋神葉
野性味あふれる快男児。「考えるより即行動のケモノ男子」。
竜崎紫遠（りゅうざき しおん）
声 - 豊永利行
頭脳明晰な完璧主義者。「闇へと甘く誘う知略家」。

## 商品
- キャラクターを描いたキーホルダーやアクリルスタンドなど関連グッズが発売されている、